# Renate Garisch
Renate Garisch-Culmberger (nata Boy; Pillau, 24 gennaio 1939 – Börgerende-Rethwisch, 23 gennaio 2023) è stata una pesista tedesca.

## Biografia
Finalista alle Olimpiadi di Roma 1960, due anni dopo concluse seconda ai Campionati europei di Belgrado nel getto del peso.
Nel 1964 raggiunse il suo più importante successo vincendo l'argento alle Olimpiadi di Tokyo grazie a una misura di 17,61 metri.
Quattro anni dopo alle Olimpiadi di Città del Messico concluse la gara in quinta posizione.

## Palmarès
| Anno | Manifestazione | Sede              | Evento         | Risultato | Prestazione | Note |
| ---- | -------------- | ----------------- | -------------- | --------- | ----------- | ---- |
| 1960 | Olimpiadi      | Roma              | Getto del peso | 6ª        | 15,94 m     |      |
| 1962 | Europei        | Belgrado          | Getto del peso | Argento   | 17,17 m     |      |
| 1964 | Olimpiadi      | Tokyo             | Getto del peso | Argento   | 17,61 m     |      |
| 1968 | Olimpiadi      | Città del Messico | Getto del peso | 5ª        | 17,72 m     |      |
| 1969 | Europei        | Atene             | Getto del peso | 5ª        | 17,59 m     |      |